# IPhone OS 2
iPhone OS 2 és el segon llançament important del sistema operatiu mòbil iOS desenvolupat per Apple Inc., sent el successor de l'iPhone OS 1. Va ser la primera versió d'iOS que admet aplicacions de tercers a través de l'App Store. iPhone OS 2.2.1 és la versió final d'iPhone OS 2. El va succeir l'iPhone OS 3 el 17 de juny de 2009.
L'iPhone OS 2 va estar disponible l'11 de juliol de 2008 amb el llançament de l'iPhone 3G. Els iPhones i iPod Touch de primera generació amb iPhone OS 1 es poden actualitzar a aquesta versió. Aquesta versió d'iOS presenta l'App Store, fent que les aplicacions de tercers estiguin oficialment disponibles per a l'iPhone i l'iPod Touch. Abans del llançament públic d'iPhone OS 2, Apple va organitzar un esdeveniment principal per anunciar el kit de desenvolupament de programari ("SDK") d'iPhone OS als desenvolupadors. Originalment es deia 1.2.

## Aplicacions predeterminades
| - Text - YouTube - Clock - iTunes | - Calendar - Stocks - Calculator - App Store | - Photos - Maps - Notes - Videos (iPod Touch exclusive) | - Camera - Weather - Settings |

| - Phone | - Mail | - Safari | - iPod |

## Història
L'iPhone OS 2 es va presentar a la conferència de presentació d'Apple Worldwide Developers Conference el 9 de juny de 2008.
L'iPhone OS 2 es va llançar l'11 de juliol de 2008. Va ser llançat juntament amb l'iPhone 3G i també va funcionar amb l'iPhone de primera generació.

## Característiques

### App Store
La característica més destacada de l'iPhone OS 2 va ser l'App Store. Abans d'introduir aquesta característica, l'única manera d'instal·lar aplicacions personalitzades al dispositiu era mitjançant el jailbreaking, que Apple no era compatible. Hi havia 500 aplicacions disponibles per a la seva descàrrega en el llançament de l'App Store.

### Correu
L'aplicació Mail va tenir un canvi d'imatge, amb correus electrònics push que proporcionen una capacitat sempre activa. També admet fitxers adjunts de Microsoft Office, així com fitxers adjunts d'iWork. Altres funcions noves, com ara la compatibilitat amb el BCC real, la supressió de múltiples correus electrònics i la possibilitat de seleccionar un correu electrònic de sortida.

### Contactes
L'aplicació Contactes ara té una nova icona de pantalla d'inici que només està disponible a l'iPod Touch. Juntament amb el llançament, hi ha la possibilitat de cercar contactes sense buscar-los un a un, així com la capacitat d'importació de contactes SIM.

### Mapes
S'han afegit funcions noves a l'aplicació Maps a l'actualització de programari de l'iPhone OS 2.2. Entre les funcions afegides hi ha la inclusió de Google Street View, les indicacions per arribar al transport públic i mentre es camina, i la possibilitat de mostrar l'adreça d'un pin caigut.

### Calculadora
Quan el dispositiu està en mode horitzontal, l'aplicació de la calculadora mostra una calculadora científica. A més, la icona de l'aplicació s'actualitza.

### Configuració
La configuració ara té la possibilitat de tornar a activar la Wi-Fi mentre esteu en mode avió, així com la possibilitat d'activar o desactivar els serveis d'ubicació.

## Recepció
Rene Ritchie d'iMore va dir: "En general, el firmware de l'iPhone 2.0 és un assoliment impressionant que realment posa l'iPhone a l'igual que l'Apple II i el Mac com una de les grans revolucions de la tecnologia moderna. Ho porta més enllà del simple telèfon + iPod, o fins i tot. telèfon intel·ligent i el converteix en el principal competidor per al proper gran canvi en informàtica". Tanmateix, el van criticar per tenir problemes d'estabilitat i lentitud general.
Macworld va dir: "El programari de l'iPhone 2.0 està ple del tipus de perfeccionaments que es pot esperar d'un producte d'Apple de segona generació. L'iPhone OS encara no és perfecte i ens agradaria que Apple hagi solucionat algunes deficiències persistents, però és un Benvingut a l'augment de la que ja era possiblement la millor plataforma mòbil del mercat".

## Dispositius compatibles
| iPhone - iPhone (1st generation) - iPhone 3G | iPod Touch - iPod Touch (1st generation) - iPod Touch (2nd generation) |